# Rottenburg an der Laaber
Rottenburg an der Laaber là một thị trấn ở huyện Landshut, bang Bayern, Đức. Đô thị Rottenburg an der Laaber có diện tích 90,15 km², dân số thời điểm ngày 31 tháng 12 năm 2006 là 76,42 người. Đô thị này nằm ở bên sông Große Laber, 21 km về phía tây bắc Landshut.